# 拉氏擬背獅魚
拉氏擬背獅魚，為輻鰭魚綱鮋形目杜父魚亞目獅子魚科的其中一種，分布於西北太平洋千島群島海域，棲息深度可達2200公尺，體長可達8.8公分，為深海底棲性魚類，屬肉食性，生活習性不明。